# John Howard Lawson
John Howard Lawson (Nova York, 25 de setembre de 1894 − San Francisco, 11 d'agost de 1977) fou un escriptor estatunidenc, i cap de la divisió de Hollywood del Partit Comunista dels Estats Units. També va ser gestor cultural de la cèl·lula, i va respondre directament a VJ Jeroni, Nova York, cap de cultura del Partit. Va ser el primer president de la Sindicat de Guionistes d'Amèrica, Oest després que el Sindicat de Guionistes es dividís en dues organitzacions regionals. I membre de la llista negra o caça de bruixes i de Els Deu de Hollywood.

## Obres

### Teatre
- A Hindoo Love Drama (1915)
- The Spice of Life (1915)
- Servant-Master-Lover (1916)
- Standards (1916)
- Roger Bloomer (1923)
- Processional (1925)
- Nirvana (1926)
- Loud Speaker (1927)
- The International (1928)
- Success Story (1933)
- The Pure in Heart (1934)
- Gentlewoman (1934)
- Marching Song (1937)
- Parlor Magic (1963)

### Cinema
- Somni d'amor (1928), amb Dorothy Farnum, Ainslee Marion, i Ruth Cummings
- La Paguen (1929), amb Dorothy Farnum
- Dinamita (1929), amb Jeanie MacPherson
- El Ratpenat del Mar, amb Dorothy Yost i Meredyth Bess
- Les nostres Núvies (1930), amb Bess Meredyth i Helen Mainard
- El vaixell de Xangai (1930)
- Llicenciatura Apartament (1931), amb J. Walter Rubin
- Adéu Amor (1933)
- Èxit a qualsevol preu (1934), amb els altres
- L'illa del tresor (Treasure Island) (1934), amb John Lee Mahin i Praskins Leonard
- Part de filferro (1935), amb Ethel Hill
- Aventura a Manhattan (1936), adaptació uncredited
- Bloqueig (1938)
- Alger (1938), amb James M. Cain
- They Shall Have Music (1939), amb Irma von Cube
- Earthbound (1940), amb Samuel C. Engel
- Quatre fills (1940), amb Milton Sperling
- Acció a l'Atlàntic del Nord (1943)
- Sahara (1943)
- Contraatac (1945)
- Una dona desfeta (1947)
- Plor per la terra estimada (1952), amb Alan Paton
- Els anys de descuit (1957), amb Mitch Lindemann